# Superioridad ilusoria
La superioridad ilusoria es un concepto en el campo de la psicología social relacionado con un sesgo cognitivo en el que una persona sobreestima sus propias cualidades y habilidades, en comparación con las mismas cualidades y habilidades de otras personas. La superioridad ilusoria es una de un gran número de ilusiones positivas, relacionadas con el yo, que son evidentes en el estudio de la inteligencia, el desempeño eficaz de tareas y pruebas, y la posesión de características personales considerados deseables y en relación con rasgos de personalidad.
El término superioridad ilusoria fue utilizado por primera vez por los investigadores Van Yperen y Buunk, en 1991. El fenómeno también se conoce como efecto por encima del promedio, sesgo de superioridad, error de indulgencia, sentido de superioridad relativa, efecto primus inter pares, efecto Dunning-Kruger y efecto Lake Wobegon, llamado así por la ciudad ficticia donde todos los niños están ubicados cognitivamente por encima del promedio esperado.
Gran parte de la literatura sobre la superioridad ilusoria se origina en estudios de participantes en los Estados Unidos.[¿según quién?] Sin embargo, la investigación que solo investiga los efectos en una población específica es muy limitada, ya que puede no ser una verdadera representación de la psicología humana. Investigaciones más recientes que estudian la autoestima en otros países sugieren que la superioridad ilusoria depende de la cultura. Algunos estudios indican que los asiáticos orientales tienden a subestimar sus propias habilidades para mejorar y llevarse bien con los demás.

## Razonamiento

### Heurística superior al promedio
Alicke y Govorun propusieron la idea de que, en lugar de que los individuos revisen y piensen conscientemente sobre sus propias habilidades, comportamientos y características y las comparen con las de los demás, es probable que las personas tengan lo que los autores describen como una tendencia automática a asimilar objetos sociales evaluadas positivamente hacia concepciones de rasgos ideales. Por ejemplo, si un individuo se evalúa a sí mismo como una persona honesta, es probable que exagere su característica hacia su posición ideal percibida en una escala de honestidad. Es importante destacar que Alicke señaló que esta posición ideal no siempre es la parte superior de la escala; por ejemplo, con honestidad, alguien que siempre es brutalmente honesto puede ser considerado grosero: el ideal es un equilibrio, percibido de manera diferente por diferentes individuos.

### Egocentrismo
Otra explicación de cómo funciona el efecto mejor que el promedio es el egocentrismo. Esta es la idea de que un individuo otorga mayor importancia y significado a sus propias habilidades, características y comportamientos que a los de los demás. El egocentrismo es, por tanto, un sesgo menos abiertamente egoísta. Según el egocentrismo, los individuos se sobrestimarán a sí mismos en relación con los demás porque creen que tienen una ventaja que los demás no tienen, ya que un individuo que considera su propio desempeño y el desempeño de los demás considerará que su desempeño es mejor, incluso cuando de hecho está igual. Kruger (1999) encontró apoyo para la explicación del egocentrismo en su investigación que involucra calificaciones de los participantes de su capacidad en tareas fáciles y difíciles. Se encontró que los individuos eran consistentes en sus calificaciones de sí mismos por encima de la mediana en las tareas clasificadas como "fáciles" y por debajo de la mediana en las tareas clasificadas como "difíciles", independientemente de su capacidad real. En este experimento, se observó un efecto mejor que el promedio cuando se sugirió a los participantes que tendrían éxito, pero también se encontró un efecto peor que el promedio cuando se sugirió que los participantes no tendrían éxito.

### Focalism
Otra explicación más para el efecto mejor que el promedio es el "focalismo", la idea de que se le da mayor importancia al objeto que es el enfoque de la atención. La mayoría de los estudios sobre el efecto superior al promedio se centran más en el yo cuando se pide a los participantes que hagan comparaciones (la pregunta a menudo se formulará con el yo que se presenta ante el objetivo de comparación: "compárate con la persona promedio"). Según el focalismo, esto significa que el individuo otorgará mayor importancia a su propia capacidad o característica que a la del objetivo de comparación. Esto también significa que, en teoría, si, en un experimento sobre el efecto mejor que el promedio, las preguntas se redactaron de manera que el yo y el otro se cambiaran (por ejemplo, "compara al compañero promedio contigo mismo"), el mejor que el promedio el efecto debe reducirse.
La investigación sobre el focalismo se ha centrado principalmente en el sesgo optimista más que en el efecto mejor que el promedio. Sin embargo, dos estudios encontraron un efecto reducido del sesgo optimista cuando se pidió a los participantes que compararan a un compañero promedio con ellos mismos, en lugar de a ellos mismos con un compañero promedio.
Windschitl, Kruger & Simms (2003) han realizado una investigación sobre el focalismo, centrándose específicamente en el efecto mejor que el promedio, y encontraron que pedir a los participantes que estimen su capacidad y probabilidad de éxito en una tarea produce resultados de estimaciones reducidas cuando se les pregunta. sobre las posibilidades de éxito de los demás en lugar de las propias.